# Kasuzuke

Kasuzuke (粕漬け), aussi nommé kasu-zuke ou narazuke, est un plat japonais réalisé en faisant saumurer du poisson ou des légumes dans de la lie de saké, connue sous le nom de sake kasu.

## Histoire  et fabrication
Le kasuzuke est originaire de la région du Kansai et a été créé lors de la période Nara (710-794) . Les légumes kasuzuke, aussi nommés shiru-kasu-zuke ou narazuke, étaient originellement de la courge cireuse. Depuis, des concombres, des aubergines, des uri (concombre arménien/Cucumis melo var. flexuosus Naudin) se sont rapidement joints à la courge. Les légumes kasuzuke étaient traditionnellement faits par les  moines bouddhistes et utilisés par les samouraïs en temps de guerre comme ration de combat (le saumurage assurant une très bonne conservation). Pendant la période Edo au XVIIe siècle, les producteurs de saké ont promu ce produit qui reste populaire au Japon encore aujourd'hui. De nos jours, on trouve aussi des carottes, des pastèques ou du gingembre saumurés de cette façon.
La préparation des légumes kasuzuke se fait en préparant une saumure à base de sake kasu (en pâte ou en feuilles) et de mirin, de sucre et de sel. Éventuellement, du gingembre et des agrumes peuvent être ajoutés.  Le temps de saumurage est compris entre 1 et 3 ans, les moins saumurés se consommant localement pendant l'été et les plus anciens, qui prennent une couleur ambrée, sont distribués sous le nom de narazuke. Pour préparer des poissons kasuzuke, on n'ajoute parfois pas de sucre et du saké, de la sauce soja, du poivre et/ou du  gingembre sont ajoutés. Les poissons utilisés sont la morue, le saumon, des Stromateidae et des dorades japonaises.  Le temps de saumurage est plus réduit, entre une journée et quelques jours.
Les légumes kasuzuke sont mangés en apéritif et sont doux et légers. Les poissons kasuzuke peuvent être mangés crus ou grillés avec du riz. Le goût de ces derniers est léger mais âcre.